# Змоготін
Змоготін (рум. Zmogotin) — село у повіті Караш-Северін в Румунії. Входить до складу комуни Корнерева.
Село розташоване на відстані 295 км на захід від Бухареста, 50 км на південний схід від Решиці, 121 км на південний схід від Тімішоари, 136 км на північний захід від Крайови.

## Населення
За даними перепису населення 2002 року у селі проживали 102 особи, усі — румуни. Усі жителі села рідною мовою назвали румунську.